# Guglia di Raimondello
La guglia di Soleto, erroneamente denominata guglia di Raimondello, è considerata monumento nazionale di 2ª categoria dal 1875 (relazione Cavoti-Castromediano del 1871 ed in elenco monumenti nazionali del 1902); è una torre quadrata slanciata (il lato di base misura appena 5,2 m), suddivisa in cinque ordini. 
Secondo una consuetudine settecentesca il monumento è considerato opera di Francesco Colaci da Surbo del 1397, ma ciò non è attestato da fonti certe. Negli scritti settecenteschi si ricordava una presunta epigrafe, forse posta sul parapetto terminale con la dicitura "Magister Franciscus Colaci / Suburbien MCCCXCVII". In realtà gli ultimi studi, sulla base di comparazioni stilistiche puntuali e ricerche documentarie, spostano la costruzione della 'Guglia' al XV secolo e quindi alla committenza del figlio di Raimondello, il principe Giovannantonio Del Balzo Orsini.

## Storia e descrizione

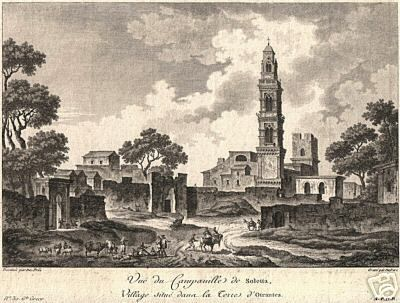
Le mura di Soleto nel Settecento, lato ovest (Des Prez)

Citato dall'enciclopedia Treccani come esempio di campanile gotico pugliese "la fastosa guglia di Soleto". Tutti gli altri sono campanili, quello di Soleto è la guglia.
Per il cedimento differenziato delle fondazioni poggiate su argilla rossa presenta una inclinazione verso il lato sud visibile a occhio nudo per chi proviene dalla vicina Galatina.
Voluta dal principe di Taranto e conte di Soleto Raimondo Orsini Del Balzo per celebrarne la potenza e comunicare otticamente, dall'alto dei suoi oltre 40 metri (+91 di Soleto sul livello del mare), tra la riva del mare Adriatico e quella dello mar Ionio, fu completata nel 1397 con alcuni rifacimenti successivi.
Il piano base ed il primo ordine sono privi di finestre ed inglobano al loro interno una torre precedente. Il secondo e terzo ordine sono riccamente decorati con 4 bifore finemente scolpite in pietra leccese. L'ultimo ordine di forma ottagonale ha otto bifore, è coperto da un cupolino ogivale rivestito di maioliche colorate e poggia su una balaustra finemente lavorata. Tutte le bifore e gli angoli dei piani superiori sono ricchi di grifoni, leoni e maschere antropomorfi. Sulla balaustra e sulla cornice ottagonale su cui poggia il cupolino sono visibili alcune ciotole di pietra rozzamente intagliate che contenevano l'olio per l'illuminazione notturna.
A cosa servisse accendere questi fuochi (orientamento notturno - centro della contea o segnalazione di pericolo) non è dato saperlo.
Non è una torre campanaria, infatti in un dipinto settecentesco di J.L. Desprez, prima della costruzione dell'attuale chiesa parrocchiale, è visibile il vecchio campanile orientato ad est.
Nei restauri del 1750 furono usati vecchi conci di questo campanile per sostituire quelli rovinati della guglia. L'attuale campanile, orientato a nord fu costruito insieme alla nuova chiesa nel 1783.
La costruzione è così elegante ed armoniosa da aver fatto fiorire una leggenda: fu costruita in una sola notte per opera di demoni e grifoni al servizio del "mago" Messer Matteo Tafuri da Soleto che non a caso è un filosofo e medico della prima metà del Cinquecento. Insomma una serie di leggende e poche attestazioni come lo stemma dei Giovannantonio Orsini e dei Colonna che ricondurrebbero la Guglia, insieme allo stile, alla prima metà del Quattrocento e non alla fine del Trecento. In realtà, il fatto è del tutto inconsistente, poiché la costruzione della torre è stata completata quasi cento anni prima della nascita del Tafuri. Dal punto di vista architettonico presenta i modi e lo stile di Giorgio Orsini da Sebenico e i richiama i canoni di quell'Umanesimo detto 'Gentile' a cui faceva capo soprattutto Antonio Pisano detto Pisanello. A ben guardare la 'Guglia' rimanda a una serie di particolari geometrici presenti nei disegni e nelle pitture del pittore toscano. Ma è soprattutto all'architettura di Giorgio Orsini da Sebenico che bisognerebbe accostare il monumento soletano.

## Restauri

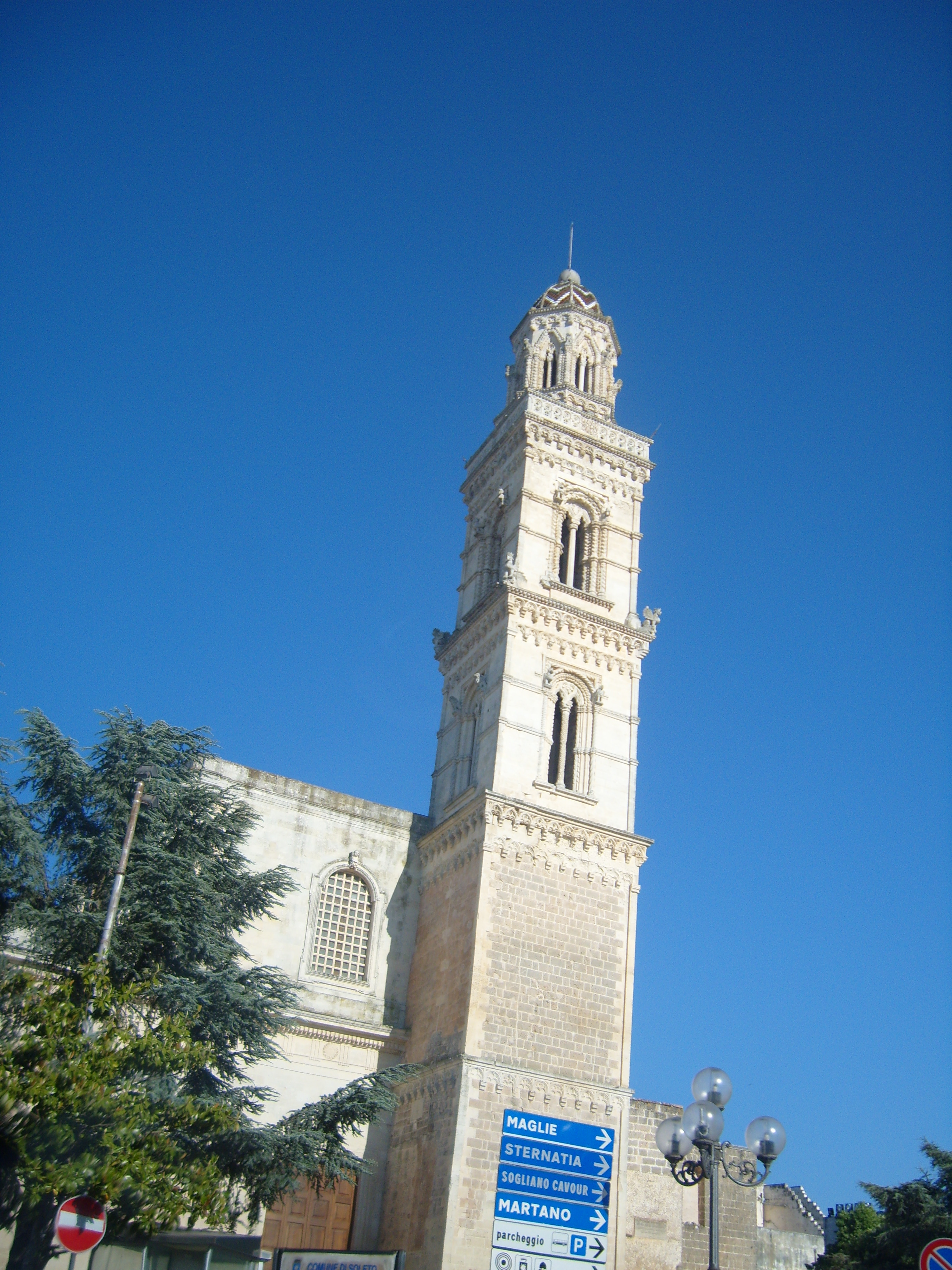
Il lato occidentale della guglia

- 1743 A causa del terremoto crolla l'ultimo ordine che non potendosi rifare come era (cuspide piramidale nel disegno del Des Prez) venne coperto nel 1750 con un cupolino ogivale.
- 1837 A cura dei mastri scalpellini soletani Pasquale Manni (1796-1876) e Domenico Scarpa (come risulta da un'iscrizione a nord del piano base della guglia) fu riattata la guglia con pietra leccese di Zollino per una spesa finale di 176 ducati.
- 1890 Installazione parafulmine ma nel 1908 ancora un fulmine colpisce la cupola riparata con calcestruzzo e senza le piastrelle colorate da Serafino Mangione di Soleto su disegni di E.Bernich della Sovraintendenza di Lecce. Lavori ultimati nel 1910 come inciso a sinistra della bifora del secondo ordine lato sud.
- 1977 Fulmine colpisce facciata chiesa e piani inferiori della guglia. 1979 Consolidamento strutturale della base e delle fondazioni con pali reticolari ed iniezioni cementizie. Rivestito il cupolino con piastrelle come si vedono oggi.
- 1990 Crollo di una colonna relativa ad una bifora del quarto ordine. 1994 Trattamento di pulitura, stuccatura e protezione con vernici conservative della pietra leccese.